# Jacob Risberg
Lars Olov Jacob Risberg, född 2 december 1972 i Norberg, är en svensk politiker (miljöpartist). Han är ordinarie riksdagsledamot sedan 2022, invald för Uppsala läns valkrets.
I riksdagen är han ledamot i utrikesutskottet sedan 2022 och suppleant i försvarsutskottet.